# Mineplex
Mineplex byl jeden z nejpopulárnějších serverů ve videohře Minecraft fungující v letech 2013 až 2023. Zaměřoval se především na tzv. minihry. 

## Historie
Server byl založen v lednu 2013. K roku 2016 na něm každý měsíc hrálo několik milionů hráčů a v době své největší slávy na něm hrálo v jednu chvíli i přes 20 tisíc hráčů. V roce 2015 byl server dokonce oceněn v Guinessově knize rekordů, když na něm 28. ledna 2015 hrálo přes 34 tisíc hráčů v jeden moment, což byl do té doby absolutní rekord. Ještě téhož roku však tento počet překonal  počet hráčů hrajících v jednu chvíli na serveru Hypixel. Od roku 2015 začala popularita serveru postupně upadat a v květnu 2023 byl provoz serveru ukončen poté, co na něm denně hrály pouhé nižší stovky hráčů. V srpnu 2024 nicméně byla zveřejněna uzavřená Beta verze nové podoby serveru, která však k únoru 2025 není veřejně přístupná. 